# Ebermannstadt
Ebermannstadt er en by i Landkreises Forchheim i Regierungsbezirk Oberfranken i den tyske delstat Bayern. Den er administrationsby i Verwaltungsgemeinschaft Ebermannstadt.

## Geografi
Byen ligger cirka 35 km nord for Nürnberg og omkring 25 km sydøst for Bamberg i Naturpark Fränkische Schweiz, i dalen til floden Wiesent i en højde mellem 292 og 545 moh. På grund af sin beliggenhed kaldes byen lokalt for den hemmelige hovedstad i Fränkischen Schweiz.
Indtil 1972 var Ebermannstadt administrationsby i den daværende Landkreis Ebermannstadt.
Nabokommuner er (med uret fra nord):

Eggolsheim, Unterleinleiter, Wiesenttal, Gößweinstein, Pretzfeld, Weilersbach

## Inddeling
- Breitenbach
- Ebermannstadt
- Gasseldorf
- Niedermirsberg
- Rüssenbach
- Neuses-Poxstall
- Wohlmuthshüll
- Buckenreuth
- Moggast
- Wolkenstein
- Thosmühle
- Burggaillenreuth
- Windischgaillenreuth
- Eschlipp
- Kanndorf